# Boestmose
Boestmose er en mose på ca. 40 ha beliggende nordøst for Nørre Snede, ved Boest. Boestmose er genstand for et naturgenopretningsprojekt således at højmosen i området bevares og udvides.  Ved Boestmose er der gjort et antal arkæologiske fund bl.a. bronzeøkser.
Området er en del af Natura 2000 -område nr. 53 Sepstrup Sande, Vrads Sande, Velling Skov og Palsgård Skov